# 简突水狼蛛
简突水狼蛛（学名：Pirata haploapophysis）为狼蛛科水狼蛛属的动物。在中国大陆，分布于河南等地。该物种的模式产地在河南安阳。